# Macronyssus
Macronyssus es un  género de ácaros parásitos perteneciente a la familia  Macronyssidae.

## Especies
Macronyssus Kolenati, 1858
- Macronyssus aristippe (Domrow, 1959)
- Macronyssus chuanguiensis Zhou, Zhang, Jiang & Wang, 1996
- Macronyssus dechangensis Zhou, Zhang, Jiang & Wang, 1996
- Macronyssus emeiensis Zhou, Wang & Wang, 1996
- Macronyssus evansi Stanjukovich, 1990
- Macronyssus flavus (Kolenati, 1856)
- Macronyssus fujianensis Zhou, Wang & Wang, 1996
- Macronyssus granulosus (Kolenati, 1856)
- Macronyssus hongheensis Gu & Tao, 1996
- Macronyssus hosonoi Uchikawa, 1979
- Macronyssus laifengensis Wang & Shi, 1986
- Macronyssus leislerianus Fain, Walter & Heddergott, 2003
- Macronyssus leucippe (Domrow, 1959)
- Macronyssus longimanus Kolenati, 1858
- Macronyssus miraspinosus Gu & Wang, 1985
- Macronyssus murini Uchikawa, 1979
- Macronyssus quadrispinosus Tian & Gu, 1992
- Macronyssus rhinolophi (Oudemans, 1902)
- Macronyssus shimizui Uchikawa, 1979
- Macronyssus taiyuanensis Tian & Gu, 1992
- Macronyssus tashanensis Li & Teng, 1985
- Macronyssus temujini orlova & anisimov, 2023
- Macronyssus tieni (Grochovskaya & Nguen Xuan Hoe, 1961)
- Macronyssus uncinatus (G. Canestrini, 1885)
- Macronyssus ventralis (Wen, 1975)
- Macronyssus xianduensis (Zhou, Tang & Wen, 1982)
- Macronyssus yesoensis Uchikawa, 1979
- Macronyssus zhijinensis Gu & Wang, 1985